# Equip de filmació
Un equip de filmació (en anglès film crew) és un grup de persones contractades per una productora amb el fi de produir una pel·lícula. L' equip es distingeix del repartiment o càsting, pel fet que el repartiment s'entén com els actors que apareixen davant la càmera i representen les veus i els personatges al film. L'equip també està separat dels productors dels productors, ja que aquests són els propietaris de la companyia o la productora o dels drets de propietat intel·lectual de la pel·lícula. L'equip de filmació està dividit en diferents departaments, cadascun dels quals s'especialitza en un aspecte concret de la producció. Les funcions de l'equip de filmació han evolucionat al llarg dels anys, impulsades pels canvis tecnològics, però moltes feines tradicionals daten de principis del segle XX i són comunes a totes les jurisdiccions i cultures cinematogràfiques.
Els projectes cinematogràfics tenen tres etapes diferenciades: desenvolupament, producció i distribució. Dins de l'etapa de producció també hi ha tres fases seqüencials clarament definides ( preproducció, fotografia principal i postproducció ) i molts càrrecs de l'equip de filmació estan associats només a una o dues de les fases. També es fan distincions entre el personal superior (com el director, el guionista i els productors) que comença la seva implicació durant l'etapa de desenvolupament del projecte i el personal tècnic de sota la línia implicat només en l'etapa de producció.
Un estudi sobre les 100 millors pel·lícules de cada any entre 1994 i el 2003 ha descobert que hi ha una mitjana de 588 persones treballadores per pel·lícula.
Les funcions dels equips de televisió deriven d'aquesta classificació en el cinema.

## Direcció

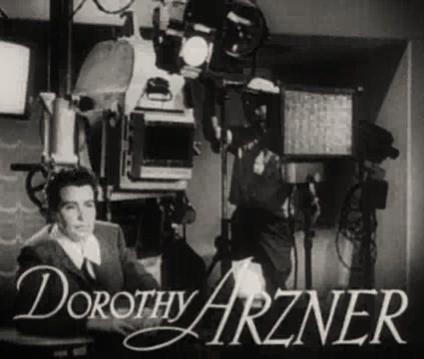
La directora de cinema Dorothy Arzner va tenir una carrera d'èxit que va abastar l'era del cinema mut fins als cinemes. Va començar com a muntadora de pel·lícules i va dissenyar el primer micròfon boom.

La direcció es considera com una entitat separada, no està dins l'estructura departamental de l'equip de filmació.
- Director. Un director és la persona que dirigeix la realització d'una pel·lícula. El director sovint té la màxima autoritat en un plató de cinema. Generalment, un director controla els aspectes artístics i dramàtics d'una pel·lícula i visualitza el guió (o el guió) alhora que guia l'equip tècnic i els actors en el compliment d'aquesta visió. El director té un paper clau en l'elecció dels membres del repartiment, el disseny de producció i els aspectes creatius de la realització de cinema. Segons el dret de la Unió Europea, el director és considerat l'autor de la pel·lícula.
Dirigeix les actuacions dels actors, organitza i selecciona les localitzacions on es filmarà la pel·lícula, controla els detalls tècnics com la posició de les càmeres, l'ús dels llums i el temps i el contingut del so de la pel·lícula. Per bé que els directors tenen un gran poder, són subordinats als productors de la pel·lícula. Alguns directors, sobretot els més establerts, prenen alguns dels papers dels productors, i la distinció entre els dos rols, de vegades és confusa.
- Director de la segona unitat. El director de la segona unitat és l'encarregat de supervisar la fotografia assignada a la segona unitat, la qual pot anar des de preses de menor inserció, a llargues seqüències. La funció del director de segona unitat sovint és ocupada per un membre de la producció, sovint l'editor o el coordinador dels dobles.

## Producció
Producció generalment no es considera com un departament en si, sinó més aviat com una sèrie de grups funcionals. Aquests inclouen els productors de la pel·lícula, els productors executius, el mànager de producció o el coordinador de producció, així com els seus assistents; els diversos ajudants de direcció; el personal de comptabilitat; i de vegades també el mànager de localitzacions i els seus ajudants.
- Productor

El productor d'una pel·lícula crea les condicions per filmar. Inicia, coordina, supervisa i controla tots els aspectes com per exemple, aconseguir finançament, contractar persones clau, i arribar a acords amb els distribuïdors. El productor està implicat a totes les fases del procés de producció d'una pel·lícula, des de l'inici fins al final. Pot haver-hi més d'un productor per una pel·lícula que es dividiran la feina en les diferents àrees, com el desenvolupament, el finançament o la producció. Han de ser capaços de distingir els projectes comercials o vàlids pel màrqueting. Necessiten olfacte empresarial i conèixer tots els aspectes de la producció, el finançament, el màrqueting i la distribució. Ells són els responsables del control de qualitat general de la producció.
- Productor executiu

El productor executiu és aquell que no està involucrat en els aspectes tècnics del procés de producció d'una pel·lícula en si, sinó que té un rol creatiu i financer per assegurar-se que el projecte entri en producció. Avui dia, però, el rol s'ha convertit en ambigu, sobretot en els llargmetratges. Des dels anys 80, s'ha fet popular adjudicar el títol de productor executiu al director de producció, mentre que el productor inicial té el crèdit de Produït per.... en altres tipus de projectes, passa el contrari, el director de producció té el crèdit de Produït per.... Per tant, els dos càrrecs s'han acabat convertint en intercanviables, sense una definició precisa..

### Oficina de Producció
- Director de producció (Line Producer)

El director de producció és el pont entre l'estudi o el productor i el cap de producció, responsable del pressupost de producció. El títol està associat a la idea que ell o ella és la persona que està al dia de les bases i és responsable d'alinear tots els recursos necessaris.
- Ajudant de producció

Els ajudants de producció, ajuden amb la producció d'oficina o en diversos departaments amb les tasques generals, com per exemple assistint l'ajudant de direcció al set.

#### Gestió de la Producció
- Cap de producció: El cap de producció supervisa els aspectes físics de la producció (no els creatius), inclosos personal, tecnologia, pressupost i agenda. És el responsable d'assegurar-se que la pel·lícula es produeix segons estava organitzat i dins del pressupost acordat. També ajuda a controlar el pressupost dia a dia, gestionant els sous de l'equip, els costos de producció o els costos de lloguer de material. Aquest treballa normalment sota el control del director de producció i supervisant directament el coordinador de producció.
- Ajudant del cap de producció: S'encarrega d'ajudar el cap de producció i carrega diverses feines d'aquest. Normalment només les grans pel·lícules de Hollywood en tenen.
- Gerent de la unitat: Fa la mateixa feina que el cap de producció però per la segona unitat. En algunes plantilles, el gerent de la unitat assumeix el rol del coordinador de transports.
- Coordinador de producció

És el nexe d'informació de tota la producció, responsable d'organitzar tota la logística des de contractar a l'equip fins a llogar material. És una part integral de la producció d'una pel·lícula.
Subdirector de producció
L'ajudant del director de producció és l'ajudant del director de producció (PM) i realitza diferents treballs per al PM. Normalment només els llargmetratges de Hollywood de gran pressupost tenen un assistent de PM.

#### Ajudants de Direcció
- Primer ajudant de direcció (1rt AD). Ajuda al director i al cap de producció. La principal feina del primer ajudant de direcció és aconseguir que el rodatge es dugui a terme segons l'horari previst i mantenint un ambient de treball còmode en el qual el director, els actors i tot l'equip pugui centrar-se en la seva feina. Supervisen la gestió dia a dia de l'horari del càsting i de l'equip, del guió, del set i del material. També és responsable de dirigir l'acció de fons de les escenes més grans, sota la supervisió del director.
- Segon ajudant de direcció. Ajuda al primer ajudant de direcció i s'encarrega de les tasques que aquest li delega. Dirigeix també l'acció dels extres en escenes grans i ajuda al primer ajudant de direcció amb els horaris i les reserves. És el responsable de crear les citacions que fan que l'equip s'assabenti dels horaris i de detalls importants del dia de rodatge.
- Altres ajudants de direcció. De vegades es necessiten per cobrir necessitats en rodatges molt grans i amb molt d'equip.

#### Comptabilitat
Hi ha un responsable de la comptabilitat de qualsevol rodatge, el comptable, que s'encarrega del pressupost i de fer que tothom cobri el seu sou. La indústria és coneguda pels mètodes de comptabilitat inusuals que s'etiqueten col·lectivament com a comptabilitat de Hollywood.

### Localitzacions
Aquest equip està format pel Mànager de localitzacions, que és l'encarregat de la neteja final i de garantir els permisos d'ús de les localitzacions. Acostuma a ajudar el departament de producció i finances. És l'encarregat de l'equip de localitzacions format per:
- Ajudant del mànager de localitzacions
- Explorador de localitzacions, que és el que fa la majoria de la cerca
- Ajudant de localitzacions

### Altres feines de Producció
Des del segle xxi, apareixen altres posicions als títols de crèdits de les grans produccions:
- Publicista
- Conseller legal
- Administrador del sistema

### Continuïtat
- L'guió cinematogràfic
També conegut com a continuity person, fa un seguiment de les parts de la pel·lícula que han estat rodades i pren notes de qualsevol desviació entre el que s'ha filmat i el que apareix al guió. Prenen notes de cada pressa i pren nota dels detalls per assegurar-se de la correcta continuïtat entre pressa i pressa i entre escena i escena. Les notes del Script es donen a l'editor per facilitar la seva feina. El guió treballa sempre al costat del director al set de rodatge.

### Càsting
- Director de càsting 
Tria els actors de la pel·lícula. Normalment implica convidar actors famosos a llegir un tros de la pel·lícula en fer l'audició.

## Càmera i il·luminació
- Director de fotografia 
DoP o DP és el cap de l'equip de càmera i il·luminació. Pren decisions sobre la llum, les trames (en anglès frames), les preses, etc segons l'aspecte que li vol donar, sempre amb el vistiplau del director de la pel·lícula.
3.1 CAMERA
- Operador de càmera 
És qui maneja la càmera sota les ordres del director de fotografia per tal de capturar les escenes en vídeo. Moltes vegades aquest càrrec va combinat amb el de director de fotografia.
- Primer ajudant de càmera
Dit enfocador o foquista, és l'encarregat de mantenir la càmera focalitzada mentre es roda i de preparar-la al començament de la filmació i recollir-la a la fi del rodatge.
- Segon ajudant de càmera
L'Assistent de càmera és l'encarregat de fer claqueta abans de qualsevol presa.
Altres càrrecs de l'equip de càmera:
- Film Loader
- Camera Production Assistant
- DIT
- Operador de Steadycam
- Operador de Motion Control
3.2 Il·luminació
- Gaffer (tècnic cinema) 
És el cap de l'equip d'il·luminació, responsable de dissenyar el pla d'il·luminació de la pel·lícula.
- Best Boy
És la mà dreta del Gaffer.
- Tècnic elèctric
S'encarrega de controlar el material d'il·luminació.
3.3 Elèctrics
Ajuden l'equip d'il·luminació encara que no en són una part. Són els encarregats de tota la distribució elèctrica del plató o set
3.4 GRIP
Treballen amb el departament elèctric i s'encarreguen de col·locar tots els elements d'il·luminació no elèctrics, necessaris al set per a rodar, com porex, banderes o reflectors.
En grans produccions, aquest equip es divideix en:
- Key grip
- Best boy
- Dolly grip
- Grips

## Departament d'art
El departament d'art, en les grans produccions pot incloure més de 100 persones. Normalment, es divideix en molts subdepartaments
- El Dissenyador de la producció, és l'encarregat de crear l'aparença visual de la pel·lícula, treballa amb el director i el director de fotografia.
4.1 Art
Dissenyen els sets i creen l'art gràfic.
- el director d'art 
Informa el dissenyador de la producció i controla la feina dels del seu equip amb l'ajuda del seu ajudant. Els membres de l'equip d'art són:
- El Dissenyador de set, normalment és un arquitecte que realitza l'organització de les estructures de set.
- L'Il·lustrador, que fa representacions i dibuixos dels dissenys per presentar-los a producció i direcció.
- Artista gràfic, que és el responsable de dissenyar tots els elements gràfics, com pòsters, logotips, etc.
4.2 Sets
- El decorador de set
És l'encarregat de la decoració del set de filmació, que inclou tots els objectes i l'attrezzo que es veurà en la pel·lícula. Té diversos ajudants que s'especialitzen en coses en concret:
- Comprador
- L'home de plom
- Vestuari de set
- Greensman
4.3 Construcció
- El coordinador de la construcció, que controla la construcció de tots els sets, demana materials, i contracta els fusters, pintors, etc.
- El cap de fusters, que s'encarrega de tots els fusters.
- Clau escènica, que és responsable de controlar el bon tractament dels sets.
4.4 Attrezzo
- L'Encarregat de l'attrezzo
És l'encarregat de trobar i controlar tots els elements d'attrezzo que apareixeran en pantalla.
Té l'ajuda de l'encarregat d'armes (si calgués) i del prop-maker, per si s'ha de crear particularment algun dels elements d'attrezzo.

## Vestuari
- Dissenyador de vestuari
És el responsable de tot el vestuari i disfresses dels actors de la pel·lícula. És el responsable de dissenyar, planificar i organitzar la creació del vestuari. Treballa amb el director per entendre el caràcter dels personatges i té diversos ajudants que s'han anat especialitzant en diversos àmbits:
- Supervisor de vestuari, que organitza el vestuari i ajuda al dissenyador.
- Key Costumer, s'encarrega de les necessitats del vestuari de l'estrella de la pel·lícula.
- Costume Stanby, que està sempre a set per qualsevol problema d'última hora de vestuari.
- Breakdown artist, que s'encarrega de fer antics els vestuaris si calgués.
- Costume Buyer, que s'encarrega de comprar els materials o vestuaris.
- Cutter, que retalla o amplia per fer que els vestuaris encaixin en l'actor.

## Maquillatge i perruqueria
Tot i que hi ha actors que tenen els seus propis estilistes, sempre es contracten a maquilladors i perruquers.
- Cap de maquillatge
S'encarrega del planning de maquillatge dels actors i coordina la resta de maquilladors.
- Ajudants de maquillatge, els que treballen amb el cabell, el maquillatge, etc.
- Cap de perruqueria
És el cap de departament i dissenya l'estil dels cabells dels actors.
- Estilista de perruqueria
És el responsable de mantenir i pentinar cabells.

## Efectes especials
És el departament encarregat de controlar els efectes especials tècnics de la pel·lícula per tal de crear il·lusions òptiques durant la gravació. No s'ha de confondre amb l'equip d'efectes visuals que s'encarrega d'afegir efectes fotogràfics durant la filmació per després alterar-los durant l'edició de vídeo a la postproducció.
- Cap d'efectes especials: ensenya com dissenyar el moviment dels elements de set a tot l'equip d'efectes especials, com per exemple com trencar, explotar o cremar elements sense destrossar tot el set de rodatge.
- els ajudants d'efectes especials construeixen peces per tal de protegir el set de rodatge sota les ordres del cap de l'equip.

## Acrobàcies
Quan en un rodatge es necessita que el personatge faci acrobàcies, hi ha d'haver un actor substitut especialista que les dura a terme en comptes de l'estrella. Hi ha sempre un coordinador de substituts que s'encarregarà del càsting i d'estar per ells al rodatge.

## So directe
- Mesclador de so
Cap de l'equip de so, responsable de gravar-lo durant el rodatge. És ell l'encarregat d'elegir l'aparell, els micròfons, etc.
- Microfonista
És l'ajudant i el responsable de col·locar i moure els micròfons durant la gravació de la pel·lícula.
- Tècnic de so
Té el rol dinàmic, normalment es dedica a col·locar i moure els cables necessaris per gravar el so. Treballa de vegades com un segon microfonista, si cal.

## Postproducció
- El supervisor de postproducció
És el responsable de tot el procés, durant el qual es mantenen vies d'informació clares i bons canals de comunicació entre el productor, l'editor, el cap de so, les companyies i el responsable de la comptabilitat.
10.1 EDICIÓ
- L'editor
És la persona que crea una pel·lícula coherent a partir dels petits trossos de vídeo rodats durant la producció. Treballa acompanyat sempre del director. Normalment hi ha molts ajudant d'edició.
Hi ha altres feines que ajuden a la bona edició depenent del format o de la feina necessària:
- Negative Cutter
- Coloritzador (colorist)
- Telecine colorist
10.2 EFECTES VISUALS
Fa referència a les alteracions de la imatge d'una pel·lícula durant la postproducció.
Acostuma a haver-hi un Visual Effects Producer que se centra en aquesta part que es dedica a traduir guions en storyboards.
Un director que supervisa tots els afectes, un supervisor que controla l'equip, l'editor que incorpora els efectes a la pel·lícula, un compositor que compon les imatges a partir de diferents fonts, entre d'altres.
10.3 SO/MÚSICA
- El dissenyador del so
S'encarrega de la postproducció del so en una pel·lícula. Ha de ser creatiu actualment, abans només el calia per a treballar amb el director i l'editor seguint els seus gustos.
Hi ha diferents càrrecs que s'han anat creant per tal de centrar-se més en un aspecte concret del so, com poden ser:
- editor de diàlegs
- editor de so
- re-recorging mixer
- music supervisor
- composer
- foley artist

## Animació
Els films d'animació acostumen a tenir el mateix equip i la mateixa divisió en departaments, exceptuant les feines de set (càmera, il·luminació, edició, so, etc.) que són simplement substituïdes per un únic departament d'animació.
Aquest departament es pot dividir en diversos tipus d'animacions depenent de l'època, el resultat desitjat o el format utilitzat.
Actualment, des de l'aparició de l'animació amb gràfics 3D per ordinador, s'han aconseguit detalls que fins ara no s'havien pogut crear. Els especialistes en animació actuen com l'equivalent virtual dels elèctrics, grips, dissenyadors de vestuari, d'art, etc.
Prenen decisions artístiques molt importants semblants, però creant un espai virtual que simplement existeix en un software, encara no físicament real.